# Francesco Balli
Francesco Balli (* 20. September 1852 in Locarno; † 21. Dezember 1924 ebenda, heimatberechtigt in Cavergno) war ein Schweizer Politiker. Er wirkte als Gemeinderat, Tessiner Grossrat, Ständerat und Nationalrat.

## Biografie
Francesco Balli war Sohn des Valentino Alessandro sowie Bruder von Emilio und Federico. Er besuchte die Mittelschule der Barnabiten in Monza und studierte anschliessend Rechtswissenschaften an der Universität Turin. Balli bekleidete wichtige politische Ämter: Für die Konservative Partei war er Abgeordneter im Tessiner Grossrat von 1879 bis 1881 und von 1905 bis 1912, im Ständerat von 1885 bis 1893 und im Nationalrat von 1911 bis 1917. Als Mitglied des Verfassungsrats von 1891 und 1892, der die Tessiner Kantonsverfassung nach dem Tessiner Putsch teilrevidierte, vertrat er die vermittelnde Politik von Regierungspräsident Agostino Soldati.
Als Gemeindepräsident von Locarno von 1896 bis 1913 prägte er das moderne Gesicht der Stadt und der umliegenden Region entscheidend, insbesondere durch die Förderung des Bau regionaler Bahnlinien. So trug er wesentlich zum Bau der Centovallibahn, der Maggiatalbahn und der Locarneser Strassenbahn bei und trieb die Planung einer Eisenbahnlinie von Locarno nach Brissago voran, die bis zum Bahnhof von Pallanza an der Simplonstrecke hätte fortgesetzt werden sollen. Überdies gründete er die Pro Locarno. Er war Mitglied des SBB-Verwaltungsrats (Kreis V) von 1905 bis 1909 und Mitglied des Verwaltungsrats der Schifffahrtsgesellschaft Verbano.
Verheiratet war Bolli mit Bianca Rusca.